# 2022년 2월 죽음
다음은 2022년 2월에 사망한 저명한 인물 목록이다.
- 2월 1일
  - 대한민국의 방송인 허참
  - 일본의 정치인 이시하라 신타로
- 2월 2일 - 이탈리아의 영화배우 모니카 비티
- 2월 3일
  - 이라크 레반트 이슬람 국가의 지도자 아부 이브라힘 알하셰미 알쿠라이시
  - 그리스의 제4대 대통령 흐리스토스 사르체타키스
- 2월 4일
  - 대한민국의 배구선수 김인혁
  - 대한민국의 교육자 이원희
- 2월 5일
  - 대한민국의 정치인 조순승
  - 일본의 소설가 니시무라 겐타
- 2월 6일
  - 인도의 영화배우 라타 망게슈카르
  - 미국의 작곡가 조지 크럼
- 2월 7일 - 대한민국의 노동운동가 박종근
- 2월 8일
  - 오스트리아의 작가 게르하르트 로스
  - 프랑스의 생물학자 뤼크 몽타니에
- 2월 9일
  - 미국의 야구선수 제러미 지암비
  - 잉글랜드의 색소폰연주자 이언 맥도널드
- 2월 11일
  - 대한민국의 기업인 구자홍
  - 독일의 목사 파울 슈나이스
- 2월 12일 - 캐나다의 영화감독 아이번 라이트먼
- 2월 13일 - 대한민국의 건축가 이수형
- 2월 14일
  - 대한민국의 기업인 유상열
  - 대한민국의 법조인 김윤경
- 2월 15일 - 대한민국의 정치인 정창화
- 2월 17일
  - 대한민국의 정치인 김진수
  - 이탈리아의 가수 파우스토 칠리아노
- 2월 18일
  - 미국의 영화배우 브래드 존슨
  - 중화인민공화국의 영화배우 레오 퐁
  - 일본의 라디오진행자 이치몬지 야타로
- 2월 19일 - 일본의 축구선수 미무라 가쿠이치
- 2월 20일
  - 미국의 가수 조니 제임스
  - 소련의 수영선수 알렉산드르 시도렌코
- 2월 21일
  - 대한민국의 성우 오승룡
  - 홍콩의 영화배우 추위안
- 2월 22일 - 영국의 영화배우 애너 카렌
- 2월 23일 - 이탈리아의 가수 안토니에타 스텔라
- 2월 24일
  - 과테말라의 정치인 로베르토 카르피오 니코예
  - 미국의 영화배우 샐리 켈러먼
  - 우크라이나의 군인 비탈리 스카쿤
  - 불가리아의 육상선수 이반카 흐리스토바
  - 동독의 수영선수 카틀렌 노르트
- 2월 25일 - 대한민국의 영화감독 변장호
- 2월 26일
  - 대한민국의 문학평론가 이어령
  - 미국의 제2차세계대전참전군인 안필영
- 2월 27일
  - 대한민국의 기업인 김정주
  - 영국의 영화배우 베로니카 칼슨